# Темпель-фьорд
Темпель-фьорд (норв. Tempelfjorden) — фьорд, врезающийся в побережье острова Западный Шпицберген (архипелаг Шпицберген, Норвегия).
Темпель-фьорд является внутренней частью Сассен-фьорда и располагается между Землёй Бюнсова и Землёй Сэбина. Название фьорда происходит от горы Темплет (от tempel — «храм»).